# 米沢牛肉まつり
米沢牛肉まつり（よねざわ ぎゅうにくまつり）は、1980年から毎年夏季に行われる山形県米沢市での米沢牛の普及・啓蒙のために、松川の河川敷開催している野外バーベキューイベントである。主催は、米沢市農業まつり実行委員会（米沢市・JA山形おきたま・米沢地方森林組合）である。
同イベントでは、毎回米沢市を代表する米沢牛を河川敷で夕涼みを楽しみながら舌鼓を打ってもらうとともに、歌手や地元の音楽家・合唱団・合奏団などを交えた音楽ショー、酒樽の鏡開きなどのアトラクションが行われている。
2020年と2021年は新型コロナウィルスによる感染症防止の観点から通常のバーベキューパーティー形式を中止し、代わりとして「おうちで牛肉祭り」と称し、持ち帰り用のすき焼き用の肉の販売を行った。
2022年は3年ぶりに改めて第40回として通常開催となる予定だったが、開催直前の8月3日に起きた集中豪雨で松川の河川敷が水没し、本来は「雨天決行」であるはずが、イベントを予定通り開催することが困難となったことから、事実上3年連続で通常開催を急遽断念し、現地で当日ふるまわれる予定だった焼肉キットの配布のみに規模を縮小した。